# 马尔文·艾维拉
马尔文·艾维拉（Marvin Tomás Ávila Sánchez），1985年2月6日生于利文斯頓，危地馬拉职业足球运动员，现效力于中国足球超级联赛球会陝西中新队，是中国足球联赛第一位危地马拉籍球员。

## 球會生涯
他出道於蘇奇特佩克斯，他在球會及國家隊訊速崛起，之後他轉投國內大球會CSD市政，他第一次為球隊上陣的對手正正是他母會蘇奇特佩克斯，該場他替球隊射入尊定勝局的一球。

## 國際賽生涯
他首次替危地馬拉上陣的比賽是在2006年對美國的友誼賽，而他之後在對洪都拉斯的友誼賽射入他第一個國際賽入球。
2007年10月17日，對陣墨西哥時悔開二度，打破球隊7年以來未能擊敗對手的宿命。

## 連結
- （页面存档备份，存于）
- （页面存档备份，存于） Player profile at national-
- （页面存档备份，存于）